# Friedrich Lauer

Friedrich Lauer

Friedrich Lauer (* 28. Dezember 1793 in Karlsruhe; † 26. Dezember 1873 in Mannheim) war ein badischer Unternehmer und Politiker.

## Leben
Lauer übernahm 1816 durch Einheirat die Leitung einer Krappfabrik in Mannheim. Von 1831 bis 1841 war er Abgeordneter der Zweiten Kammer der badischen Landstände und 1850 im Erfurter Parlament. Von 1850 bis 1862 gehörte er als erster Kaufmann der Ersten Kammer in Baden an.
Von 1844 bis 1864 war Lauer Präsident der Mannheimer Handelskammer. Er gründete die Mannheimer Dampfschleppschifffahrts-Gesellschaft und die Badische Assekuranz-Gesellschaft. Die öffentliche Grünanlage Lauersche Gärten im Quadrat M 6 – 1829 von ihm angelegt –  trägt seinen Namen fort. Das dazugehörige Anwesen wurde im Zweiten Weltkrieg zerstört.
Friedrich Lauer war der Sohn des Kaufmanns Friedrich Lauer und der Julie Sophie, geb. Ackermann (1761–1846).
Er war verheiratet mit Louise (1794–1869), Tochter des Abraham Michel (1760–1816) und der Christine Henriette Ackermann (1771–1820). Louises Großvater Johann Christoph Michel (1731–1800) hatte 1778 die Mannheimer Krappfabrik gegründet.
Die Lauer-Gruft auf dem Mannheimer Hauptfriedhof hat eine hohe Ädikula in schwarzem, polierten Granit auf dreistufiger Treppe mit Marmorschriftplatte, seitlich sind Engelsköpfe aus Zinkguss. Der Dreiecksgiebel hat eine von Fackeln und Fruchtgebinden eingefasste Kartusche, der Spiegel ist mit einem Schmetterling besetzt.

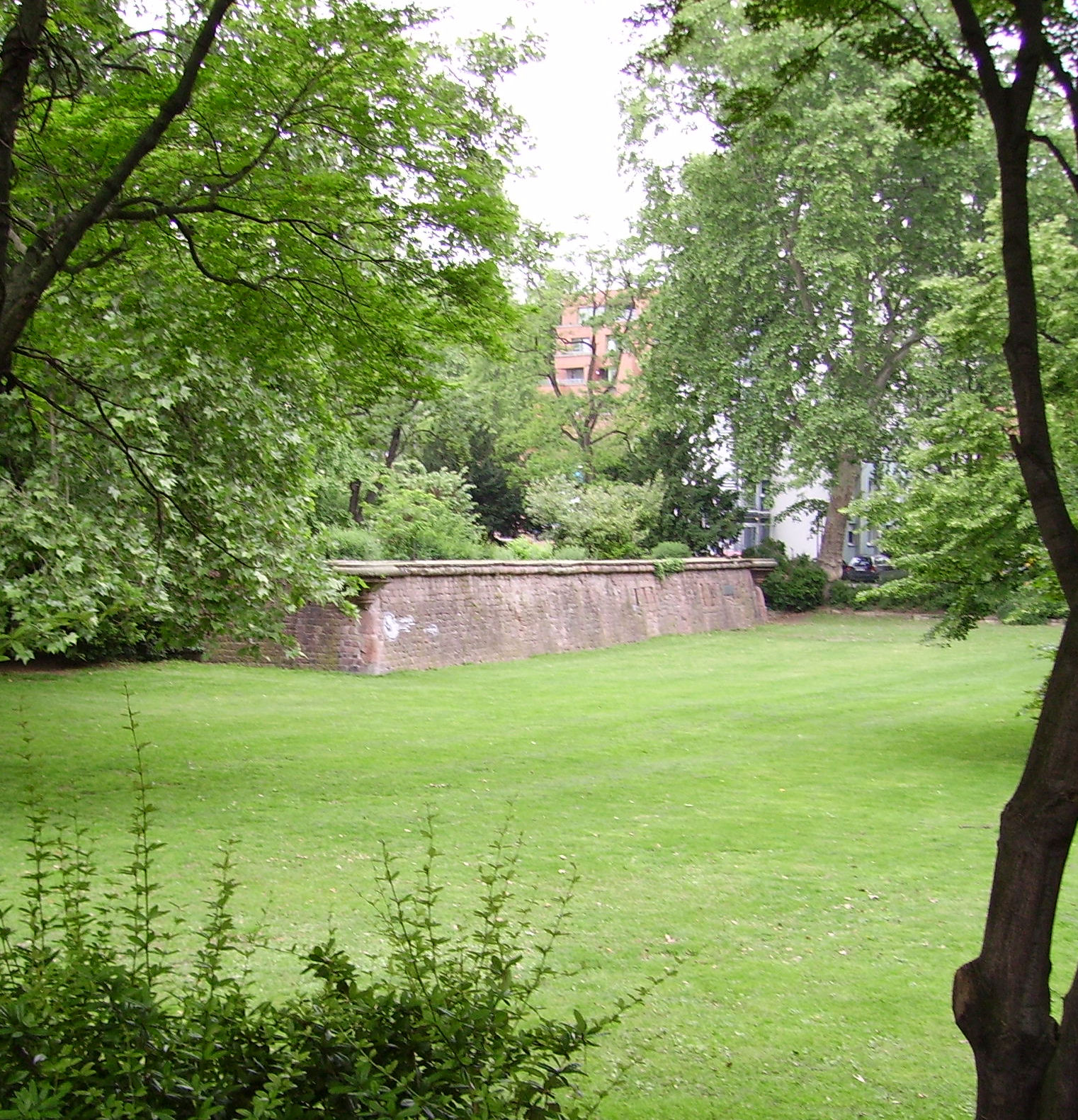
Lauersche Gärten 2006
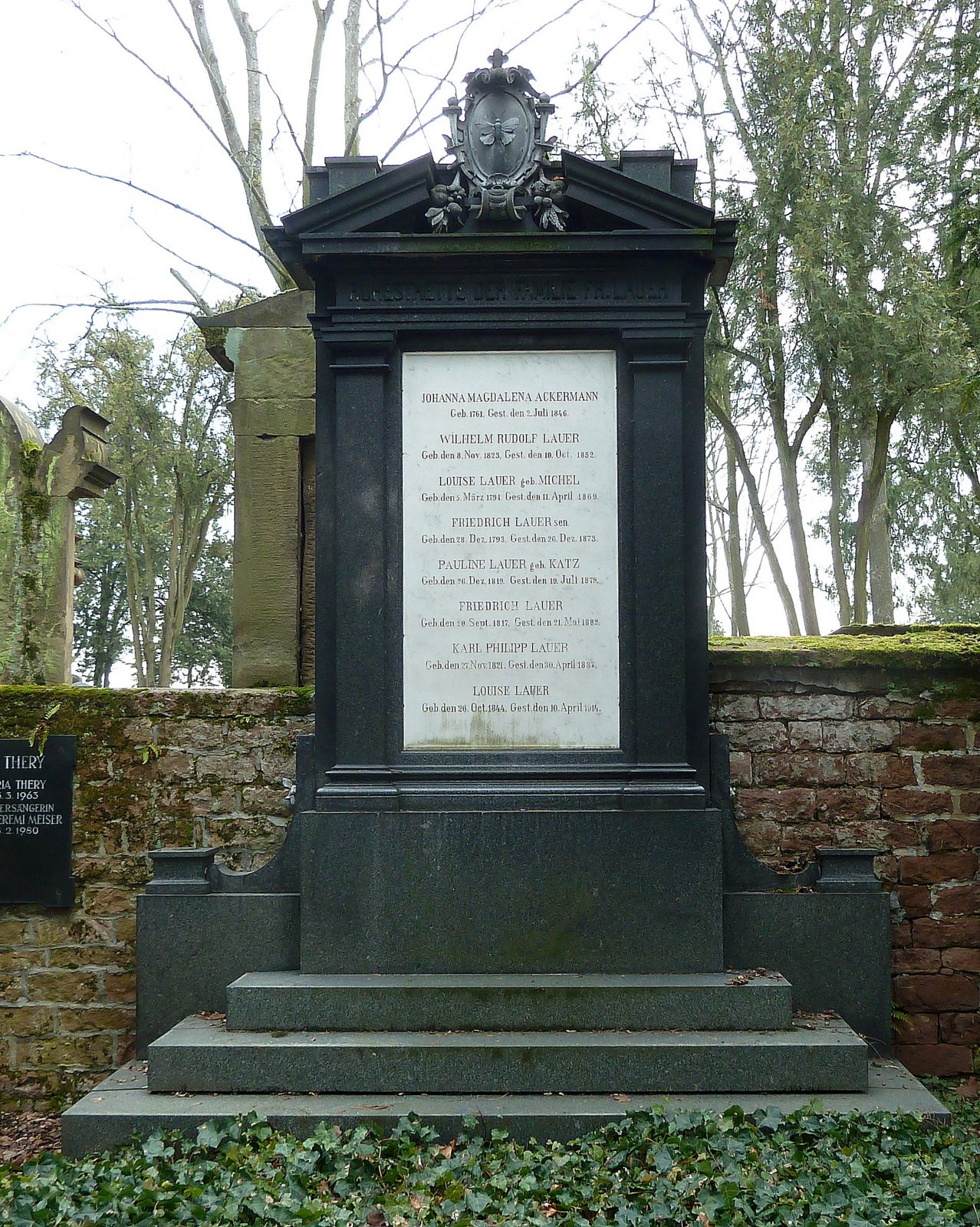
Lauer-Grab in Mannheim